# Desa Buruan (administrativ by i Indonesien, lat -8,54, long 115,30)
Desa Buruan är en administrativ by i Indonesien.   Den ligger i provinsen Provinsi Bali, i den sydvästra delen av landet, 1 000 km öster om huvudstaden Jakarta. Desa Buruan ligger på ön Bali.